# Юрий Олеша
Юрий Карлович Олеша (на руски: Ю́рий Ка́рлович Оле́ша) е руски и съветски писател. Роден е на 19 февруари (3 март) 1899 г. в Елисаветград (дн. Кропивницки) в чиновническо семейство.

## Биография

### Семейство
Родът на Юрий Олеша първоначално е православен. Произлиза от болярин, който през 1508 година получава от княз Феодор Иванович Ярославич-Пински село Бережное, намиращо се в Столински район, Брестка област на Беларус. Този болярин е Олеша Петрович. Впоследствие родът възприема полския език и католицизма.
В края на XIX век се води като род на обеднели дворяни. Бащата на Юрий Олеша е чиновник по акциза. През 1902 година семейството се премества в Одеса.

### Детство и ученически години
Полският е роден език за Юрий. В Одеса той постъпва в Ришельовската гимназия, където тренира футбол с отбора на гимназията и създава първите си ученически стихотворения. През 1915 г. негово стихотворение е публикувано в местния „Южен вестник“. Завършва гимназията през 1917 г.

### Начало на творческа дейност
Юрий Олеша следва право в Одеския университет. През годините на Гражданската война Олеша остава в Одеса. През 1921 заминава в Харков, където работи като журналист и отпечатва стихове във вестниците. През 1922 родителите му емигрират в Полша. Той не тръгва с тях. През същата година се премества в Москва. Пише статии и фейлетони, под псевдоним Зубило.

### Произведения
Юрий Олеша е представител на по-старото поколение съветски писатели. Основна тема на произведенията му е сблъсъкът на старата интелигенция с новия свят. През 1927 година е издаден романът му „Завист“, посветен на този проблем.
„Тримата шишковци“ е роман-приказка, посветен на Олга Густавовна Суок, съпруга на Юрий Олеша. Първото преведено на български език от Атанас Далчев издание на „Тримата шишковци“ през 1958 година е означено като детска повест за „начална и средна училищна възраст“, а третото издание през 1975 година отбелязва творбата като „приказна повест“. Творбата е написана през 1924 година и издадена за пръв път през 1928 година. Оттогава е преиздавана много пъти. В повестта се разказва за смели и юначни хора – оръжейният майстор Просперо и въжеиграчът Тибул, които вдигнали народа на въстание против тримата шишковци, алчни и бездушни управници, които обсебили всички богатства на страната. Много страници от повестта са проникнати с хумор, тя е пълна с увлекателни произшествия, тайнствени истории и весели приключения.
Нито едно от всички значими произведения на Олеша не е успяло да получи в Съветска Русия такава популярност, както „Тримата шишковци“. Творчеството му е оставало непознато за повечето читатели в страната.
През годините на Великата отечествена война Олеша е евакуиран в Ашхабад, а след това се завръща в Москва. Обстановката, създадена от Сталиновия режим в страната и към културата, оказват на писателя чувствително угнетяващо въздействие. През 30-те години много негови приятели и познати били репресирани. Основните произведения на Олеша не се отпечатват и не се споменават официално след 1936 г. Забраната е премахната едва през 1956 година.
Важно място в наследството на Юрий Олеша заема книгата „Ни ден без ред“ (на руски: „Ни дня без строчки. Из записных книжек“). Тя е публикувана през 1961 година, след смъртта на писателя. Допълненото издание от 1999 г. е наречено на руски: „Книга прощания“. Тази книга е необикновена. Това е и автобиография, и размисли на автора за себе си и за случващото се наоколо. Той сам разказва за появата на книгата. „Книгата възникна като резултат от убеждението на автора, че той трябва да пише… Въпреки че не може да пиша както останалите.“ Той обяснява, че е длъжен да пише, доколкото е писател, а точно това не му е разрешено да върши.
Олеша използва за имена на героите си връзка с латинския език. И споделя една своя мечта:
| „ | „Златна лавица е онази, на която се поставят любимите книги. Аз отдавна си мечтая за това — да си набавя златна лавица. В мечтите ми се рисува именно лавица — не някакъв шкаф, а само лавица — един, ако може така да се изразя, етаж от шкафа. Но как да се сдобия с лавица? Изглежда, че трябва да я заръчам на дърводелеца… И все пак, защо се ограничавам само с една мечта за нея? Ами трудно е наистина да повикаш дърводелеца, да побеседваш с него, да му опишеш какво точно имаш предвид. Не, няма да го повикам. И несбъдната ще си остане моята мечта…“ | “ |

Емануил Казакевич, приятел на писателя, казва за него:
| „ | „В различни времена хората ценят различни качества. Струва ми се, че в наше време напредничавите съветски хора ценят особено много честността. Олеша е от онези писатели, които не са написали нито една фалшива дума.“ | “ |

### Последните години на Юрий Олеша
Редовно е виждан в Дома на литераторите, но не действащ в залите, а долу в ресторанта, пред чаша с водка. Няма пари, а прочути съветски писатели, съвременници на Олеша, смятат за чест да го почерпят, него, истинския писател, съзнавайки прекрасно огромния му талант и невъзможността да стане известен.
Олеша умира на 10 май 1960 г. в Москва. Погребан е в Новодевическите гробища.